# Miryam Haddad
Miryam Haddad (en arabe : ميريام حداد), née en 1991 à Damas,, est une artiste peintre syrienne.